# 大書心会
一般財団法人書道教育大書心会（しょどうきょういくだいしょしんかい）は、岐阜県土岐市に本部を置く書道教育団体。
創立から60年を超え、岐阜県東濃地区（多治見市・土岐市・瑞浪市・恵那市）を始め、全国220以上の支部から構成される。

## 所在地
〒509-5134 岐阜県土岐市泉島田町一丁目30

## 活動内容
1. 月刊書道誌｢大書心」の発行（1部500円 送料87円）
2. 書道（硬筆･毛筆）の資格・段級位の認定
3. 講習会･展覧会・コンクール･席書会などの行事の開催

## 基本理念
1. 「用美一体」
実用書の中にも、いわゆる芸術書に劣らぬ高い品格と格調が備わった書を目指す。
2. 「硬毛一致」
筆記用具が何であれ、書の本質は同じである。よって硬筆・毛筆の区別なく、それぞれの用具の持ち味を活かした書美を追求する。

## 来歴
- 1955年（昭和30年）9月
  - 岐阜県ペン書道連絡協議会発会
  - 会長：奥村清芳 顧問：三室小石・遠山暁光
- 1957年（昭和32年）7月
  - 中部ペン字書道協会に改名
- 1959年（昭和34年）
  - ペン字専門隔月誌「芽ばえ」創刊
- 1962年（昭和37年）
  - ｢芽ばえ」4月号より月刊誌となる
- 1969年（昭和44年）
  - 通巻101号より｢ペン時代」に改名
- 1971年（昭和46年）
  - 教育部に毛筆部門新設
  - 4月号より誌名を「書心」に改名
- 1975年（昭和50年）
  - 6月号より誌名を「大書心」に改名
  - 奥村清芳会長「憲照」に改号
- 1977年（昭和52年）1月
  - 会名を「大書心会」に改名
- 1980年（昭和55年）
  - 創立25周年を記念し第1回中部児童・生徒硬筆席書大会開催
- 1981年（昭和56年）
  - 一般部に毛筆部新設
- 1985年（昭和60年）9月
  - 創立30周年を記念し第1回大書心会ペン字展開催
- 1988年（昭和63年）1月
  - コンピューターによる成績管理システム導入
- 1981年（昭和64年・平成元年）1月
  - 奥村憲照会長死去
  - 奥村暢之会長就任
- 1994年（平成6年）3月
  - ｢大書心」創刊400号記念として｢ペン字で味わう名言名句（奥村憲照書）」を出版
- 1995年（平成7年）10月
  - 創立40周年を記念し奥村憲照遺作展・第10回ペン字展・記念式典を同時開催
- 2005年（平成17年）10月
  - 創立50周年を記念し書道役員展・第20回ペン字展・記念式典を同時開催
- 2006年（平成18年）1月
  - 創立50周年記念行事の一環としてペン字展選抜名古屋展を名古屋市民ギャラリーにて開催
- 2015年（平成27年）6月
  - 創立60周年を記念し名古屋マリオットアソシアホテルで祝賀会を開催
- 2016年（平成28年）5月
  - 有限会社大書心会より「一般財団法人書道教育大書心会」に社名変更